# Ignace Baudinot
Henri Aloyse Ignace Baudinot, né le 31 juillet 1776 à Sélestat et mort le 27 décembre 1840 dans cette même ville), est un militaire français des XVIIIe et XIXe siècles.

## Biographie

### Début de carrière
Ignace Baudinot est le fils de Albert Eléonore Baudinot, capitaine de la légion de Conflans, mort à Perpignan (Pyrénées-Orientales) et de Marie Jeanne Jobart. Il a à peine treize ans lorsqu'il est incorporé dans le 8e bataillon des chasseurs des Vosges. C'est à cette époque qu'une lettre adressée à sa mère par son époux indique : « ton fils vient de se battre comme un petit lion, il a été nommé lieutenant sur le champ de bataille, aux acclamations de tout le bataillon ». Durant la campagne d'Égypte, un vaisseau turc, accablé par la tempête, est secouru par un navire français. Une fois les éléments revenus au calme, l'équipage turc somme ses adversaires de déposer les armes. Le capitaine Baudinot, qui commande les Français, provoque alors le chef ennemi en duel et le tue au cours de la lutte qui s'ensuit.

### Colonel du Premier Empire
Chevalier de la Légion d'honneur le 14 mars 1806, Baudinot est promu officier le 14 mai 1807 puis commandeur de cet ordre le 19 septembre 1812. Blessé d'un coup de feu au bas ventre à Hoff le 6 février 1807 et d'un autre qui lui traverse la jambe droite à Heilsberg le 10 juin suivant, il est nommé colonel du 46e régiment d'infanterie de ligne le 28 mai 1809 et refuse par la suite toute promotion à un grade supérieur. La même année, Napoléon se prépare à livrer la bataille de Wagram aux Autrichiens et réalise que l'occupation du village d'Enzersdorf est nécessaire. Le colonel Sainte-Croix, aide de camp du maréchal Masséna, transmet au colonel Baudinot l'ordre de passer le Danube avec son régiment pour prendre position sur la rive gauche au-dessous de la localité et protéger la construction d'un pont. Le fleuve est franchi sur des barques par les hommes de Baudinot et le pont est édifié en dépit du feu autrichien. Dans la nuit, l'armée française se déploie dans les plaines d'Enzersdorf tandis que le village du même nom est bombardé par l'artillerie française. Au matin, Baudinot reçoit l'ordre de s'en emparer. L'Empereur, qui observe ce mouvement, craint que les forces du régiment ne soient pas suffisantes et s'informe du nom du colonel qui le dirige. Apprenant qu'il s'agit de Baudinot, il déclare : « cela suffit, je suis sûr de lui ». Enzersdorf tombe peu après aux mains du 46e de ligne.
Le 1er octobre 1812, pendant la campagne de Russie, Baudinot est mis à la tête du 12e de ligne, qui est affecté à l'arrière-garde au cours de la retraite de Moscou. Il est fait prisonnier de guerre après la capitulation de Dresde le 11 novembre 1813 et ne rentre en France que le 1er juin 1814.

### En demi-solde
Toujours fidèle à l'Empire, il est traduit devant un tribunal de la Restauration mais est acquitté à l'unanimité par les juges. Il rentre ensuite dans la vie civile sans chercher à reprendre du service auprès du roi. Alexandre Dorlan décrit la situation ambivalente vécue à cette époque, à Sélestat, par Baudinot et d'autres anciens militaires restés dévoués à la cause impériale :

« […] À côté des troupes en activité, il y avait à cette époque les officiers en demi-solde, ou bien encore ceux que des infirmités précoces avaient contraints à la retraite. Nombreux, en effet, étaient les officiers qui, après avoir pris part aux guerres de la Révolution et de l'Empire, étaient venus, modestes comme Cincinnatus, planter leurs choux à Schlestadt [Sélestat]. Il y avait alors dans la petite ville le général baron Amey, ancien commandant de la 21e division militaire ; le général baron Lataye, meusien, marié à une Sélestadienne, ancien brigadier de cuirassiers ; le général Klinger, le défenseur de Neuf-Brisach en 1814 ; le général Schaal, frère du curé de Sainte-Foy ; le colonel Renouvier ; le colonel baron Baudinot, le baron Treuille de Beaulieu, ancien colonel de cuirassiers […], et d'autres vieux braves encore, quoique parvenus à des grades plus modestes. Tous les ans, au 21 janvier, l'administration de la Restauration les invitait, par la voie de l'ordre, à assister en grand uniforme dans le chœur de l'église Saint-Georges, au service commémoratif de la mort de Louis XVI. Beaucoup de ces vieux grognards y allaient sans conviction et conservaient pieusement par devers eux leur fidélité au « père La Violette ». »

Ignace Baudinot meurt en décembre 1840 à Sélestat. Il est resté célibataire. Quelques traces de lui ont subsisté dans sa ville natale. Une rue du centre-ville porte son nom qui figure également sur une liste de généraux sélestadiens, gravée sur une plaque du monument établi sur le mur de l'école Sainte-Foy, place du Marché-Vert, commémorant l'entrée de Louis XIII dans la ville.

## Titres
- Baron de l'Empire (lettres patentes du 10 avril 1811) ;
- Donataire :
  - Sur la Westphalie (19 mars 1808) ;
  - Sur le Trasimène (15 août 1809).

## Décorations
- Commandeur de la Légion d'honneur

## Armoiries
| Figure | Blasonnement |
|        | Armes du baron Baudinot et de l'Empire Coupé : au 1er, parti à dextre d'or à un cheval cabré de sable et à senestre des barons militaires ; au 2e, d'azur à un sphinx mouvant du flanc senestre, duquel sort aussi un fleuve en fasce d'argent, le tout soutenu d'une champagne de sinople sommée à dextre d'un palmier du même et chargée d'un crocodile passant d'or. |